# Klein fonteinkruid
Klein fonteinkruid (Potamogeton berchtoldii, synoniem: Potamogeton pusillus subsp. tenuissimus) is een overblijvende waterplant, die behoort tot de fonteinkruidfamilie (Potamogetonaceae). De plant komt van nature voor in de gematigde en koele streken van het Noordelijk Halfrond en Nederland valt geheel binnen het Europese deel van het areaal. De plant is vrij zeldzaam in laagveengebieden en in het noordoosten van het land. Elders zeldzaam. Klein fonteinkruid staat op de Nederlandse Rode lijst van planten als vrij zeldzaam en stabiel of toegenomen. Het aantal chromosomen is 2n = 26.
Klein fonteinkruid lijkt veel op stomp fonteinkruid, maar stomp fonteinkruid heeft een meer cilindrische bloeiwijze, terwijl klein fonteinkruid meer een knotsvormige bloeiwijze heeft.
De stengels van de plant worden 10 -100 cm lang. De dunne stengels zijn rond en sterk vertakt en hebben knobbels op de knopen. Het lichtgroene, olijfgroene of bruingroene blad is 2,5 - 5,4 cm lang en 0,2 - 2,5 mm breed. De bladtop is meestal toegespitst en het blad heeft drie nerven, de twee zijdelingse nerven monden dicht onder de top met een rechte hoek in de middennerf uit. De middennerf wordt aan de basis door luchtholten begeleid, die door dwarswanden in ten minste 2 rijen kamertjes worden verdeeld. De steunblaadjes zijn open. De planten sterven in de herfst af en overleven met turions.
Klein fonteinkruid bloeit van juni tot in augustus met groene bloemen. De bloeiwijze is een langgesteelde, min of meer knotsvormige aar.
De eivormige vrucht is een 2 mm lang en 1,5 mm breed nootje, dat meestal gerimpeld en min of meer knobbelig is.

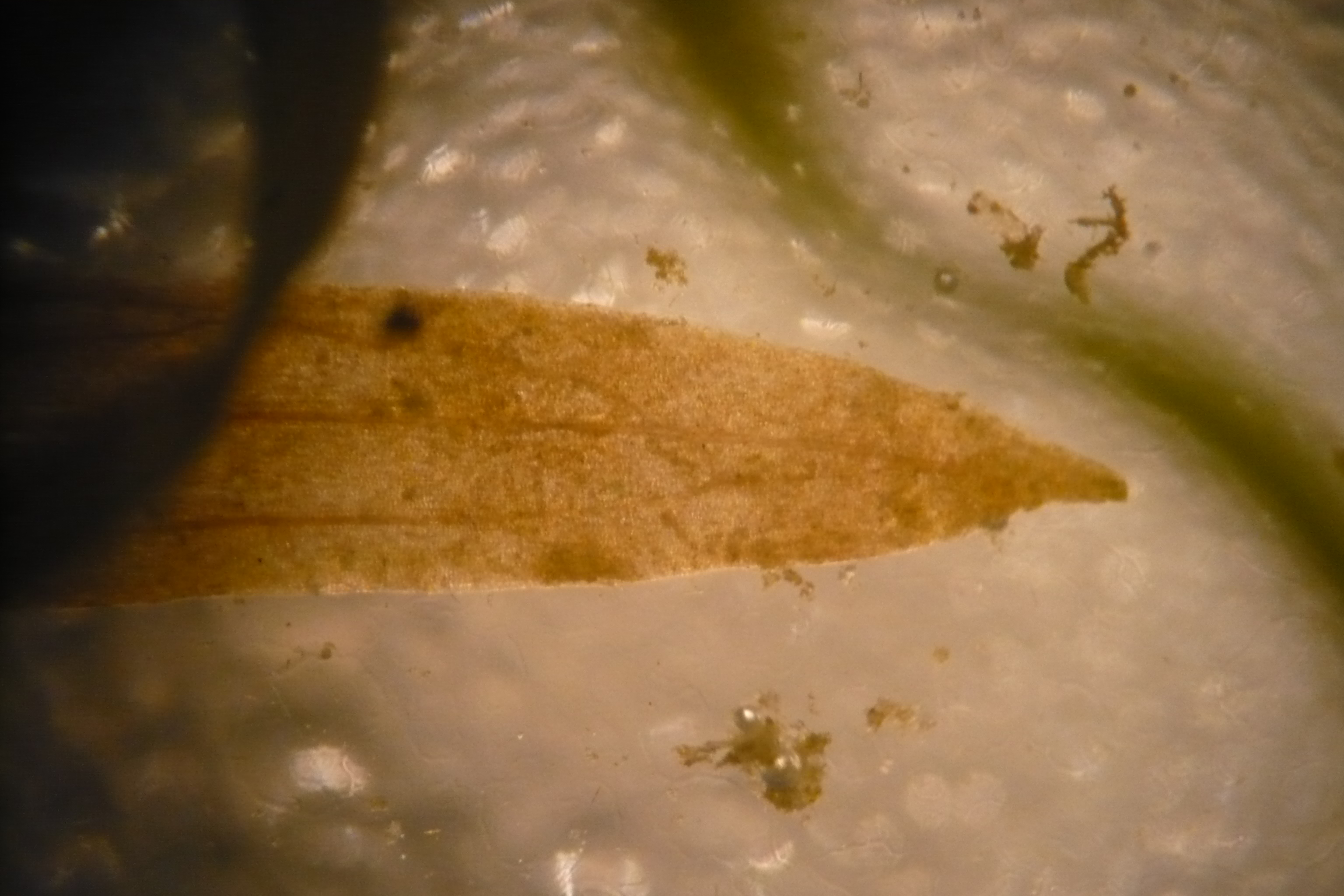
Bladtop
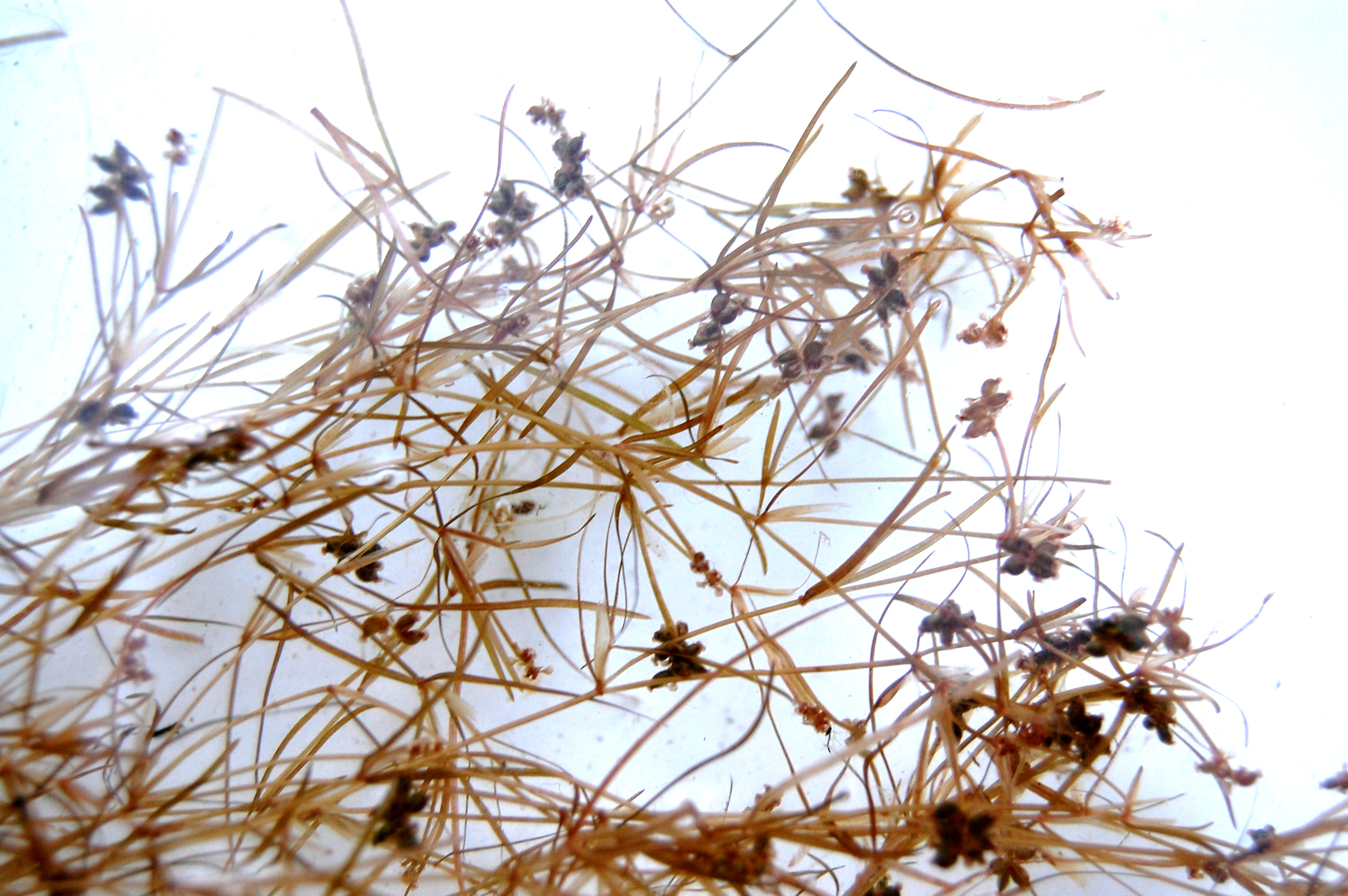
Bloeiwijzen
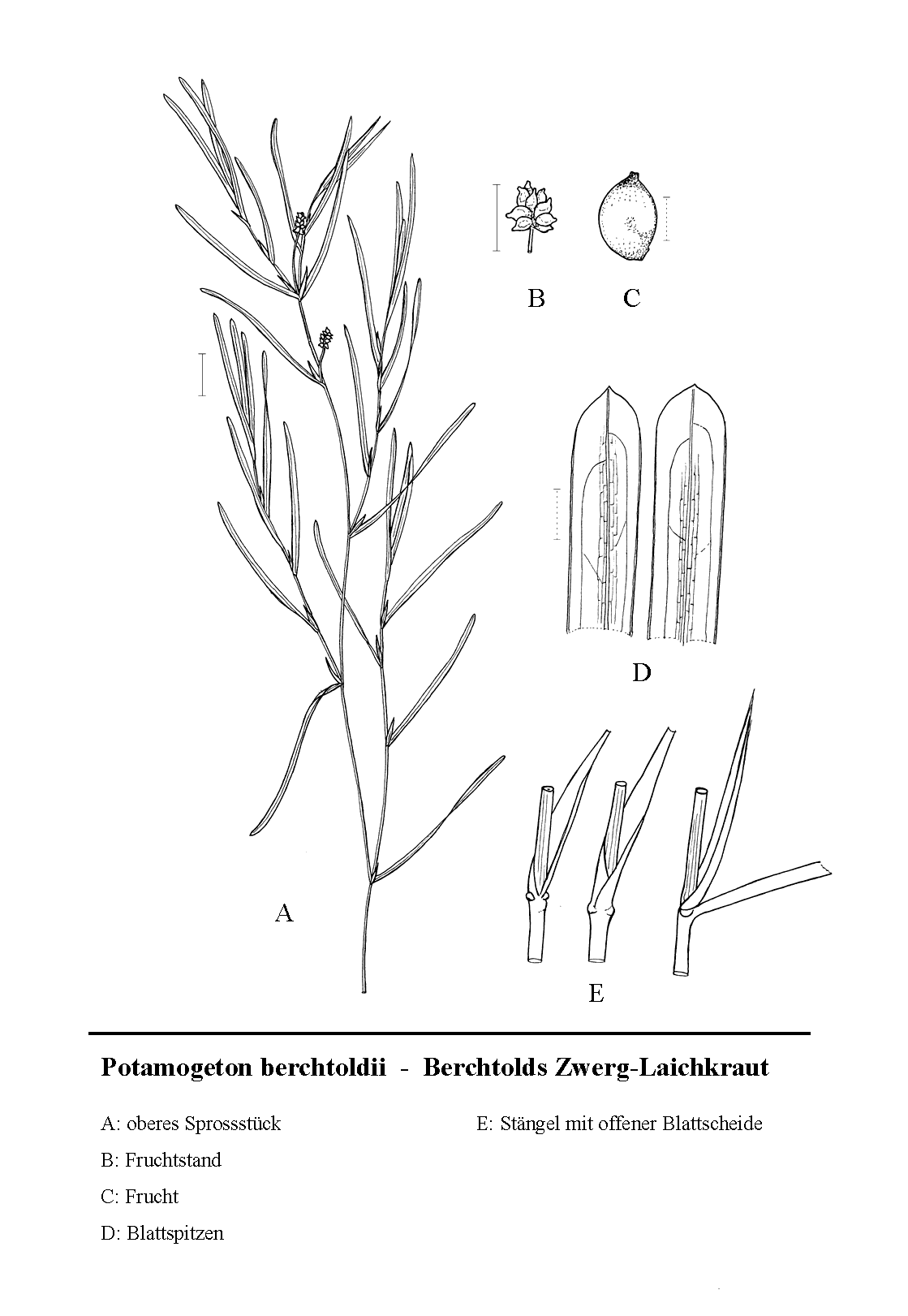
A: bovenste stengelstuk, B: vruchten, C: vrucht, D: bladtoppen, C: stengels met open steunblaadjes
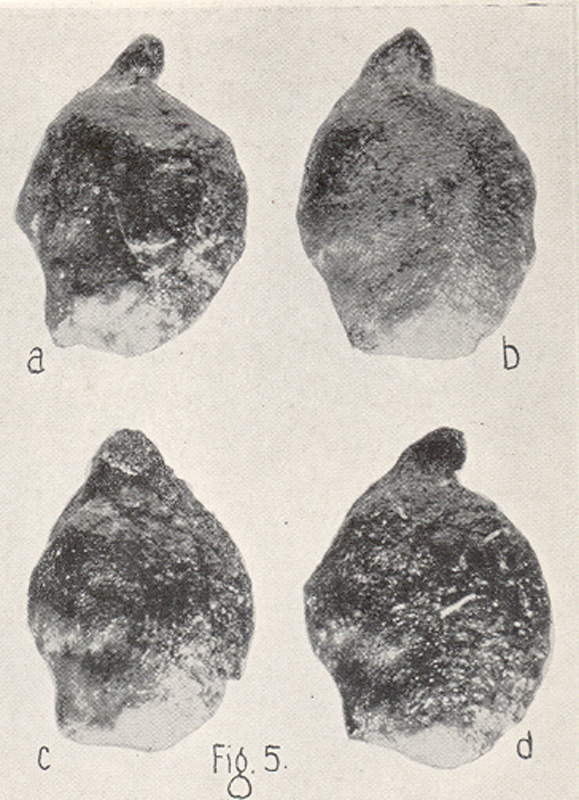
Vruchten van Potamogeton berchtoldii subsp. clystocarpus

## Ecologie en verspreiding
Klein fonteinkruid staat op zonnige plaatsen in ondiep, stilstaand of zwak stromend, matig voedsel- en stikstofrijk, zoet, zwak zuur tot licht-basisch (kalkhoudend) water boven een bodem van laagveen of zand. Ze groeit in allerlei wateren en watertypen.

## Ondersoorten
- Potamogeton berchtoldii subsp. berchtoldii
- Potamogeton berchtoldii subsp. clystocarpus: Komt voor in Texas
- Potamogeton berchtoldii subsp. gemmiparus : Komt voor vanaf het zuidoosten van Canada tot het noordoosten van de Verenigde Staten